# ستانتسی (آلکسیناتس)
ستانتسی (به صربی: Stanci) یک منطقهٔ مسکونی در صربستان است که در الکسیناتس واقع شده‌است. ستانتسی ۲۴۱ نفر جمعیت دارد.